# Liverpool (Nova Escócia)
Liverpool é a cidade sede do condado de Queens, na província canadense da Nova Escócia, província do atlântico no leste do Canadá.
A população da cidade, de acordo com o censo canadense de 2016, era de 2.653 habitantes e a área era de cerca de 3.48 quilômetros quadrados.